# Roman Malek
Roman Malek (ur. 3 października 1951 w Bytowie, zm. 29 listopada 2019 w Grudziądzu) – polski ksiądz ze Zgromadzenia Słowa Bożego (werbiści), sinolog, redaktor naczelny naukowego czasopisma Monumenta Serica – Journal of Oriental Studies i dyrektor sinologicznego instytutu Monumenta Serica w Sankt Augustin koło Bonn w Niemczech, 
W 1976 obronił na KUL-u pracę magisterską oraz w Pieniężnie przyjął święcenia kapłańskie. W 1984 obronił doktorat na Uniwersytecie w Bonn. Obecnie wykłada religioznawstwo porównawcze na Uniwersytecie w Bonn i w Instytucie Filozofii i Teologii (Philosophisch-Theologische Hochschule) w Sankt Augustin koło Bonn.
Do 2012 był wydawcą serii książkowych Monumenta Serica Monograph Series i Collectanea Serica, a także redaktorem dwumiesięcznika China heute o współczesnej sytuacji religijnej w Chinach. Wydał liczne publikacje książkowe (głównie w języku niemieckim i angielskim) o religii i chrześcijaństwie w Chinach.
Pochowany na cmentarzu parafialnym w Górnej Grupie.

## Prace własne
- Das Tao des Himmels. Die religiöse Tradition Chinas, Herder Freiburg 1996, 226 s., ISBN 3-451-23844-6
- Verschmelzung der Horizonte: Mozi und Jesus. Zur Hermeneutik der chinesisch-christlichen Begegnung nach Wu Leichuan (1869–1944), Leiden-Boston, Brill 2004, 618 s., ISBN 978-90-04-13864-3